# Lluer del Tibet
El lluer del Tibet (Spinus thibetanus) és un ocell de la família dels fringíl·lids (Fringillidae).

## Hàbitat i distribució
Habita boscos de coníferes a les muntanyes de l'Índia, est del Tibet i oest de la Xina.